# Ханабуса (княжество)

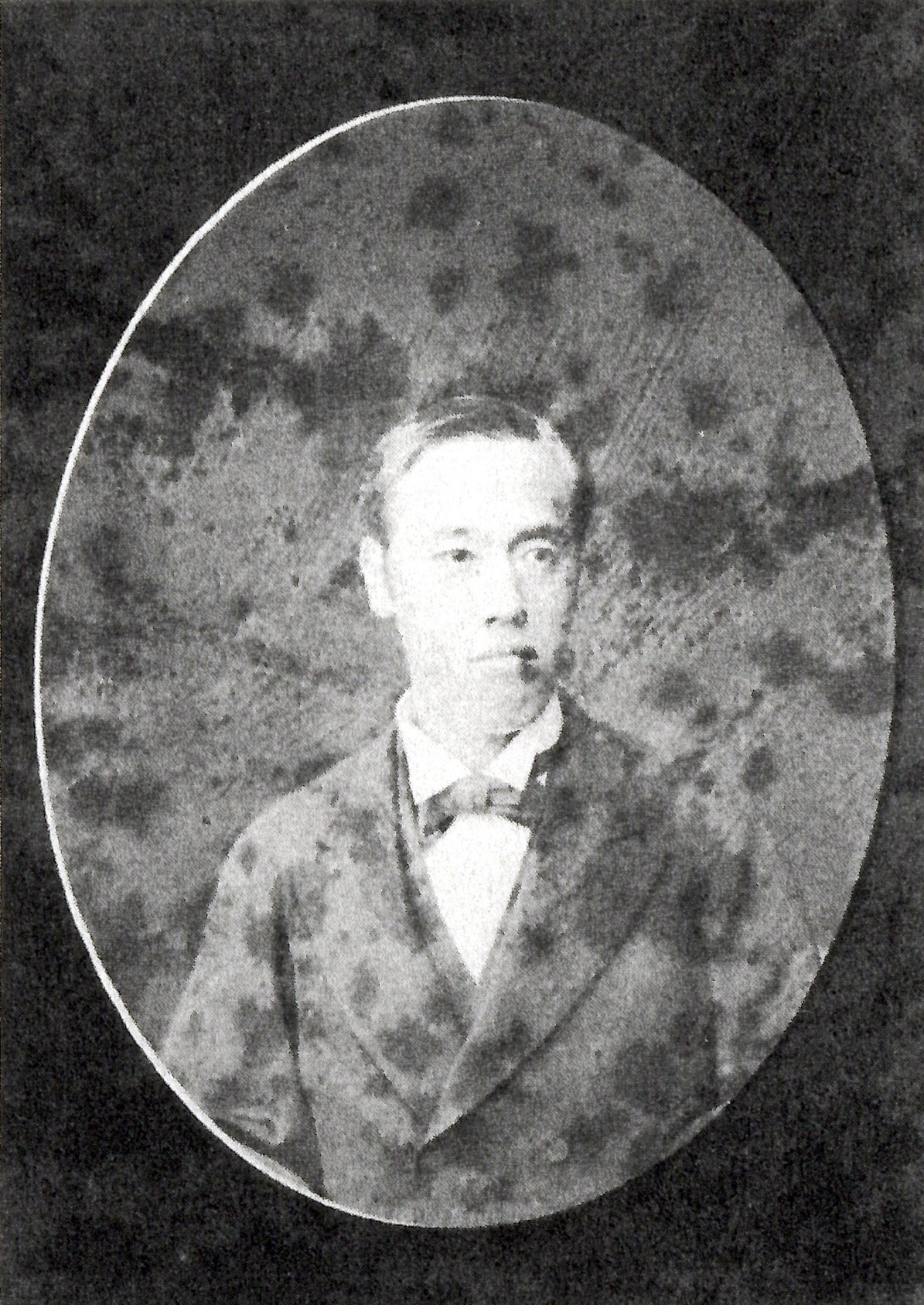
Нисио Тадаацу (1850—1910), первый и единственный даймё Ханабуса-хана (1868—1871)

Княжество Ханабуса (яп. 花房藩 Ханабуса-хан) — феодальное княжество (хан) в Японии позднего периода Эдо (1868—1871). Ханабуса-хан располагался в районе Нагаса провинции Ава (современный город Камогава, префектура Тиба) на острове Хонсю.

## История
В 1867 году во время Реставрации Мэйдзи последний сёгун Токугава Ёсинобу (1866—1867) вынужден был отказаться от верховной власти в пользу императора Мэйдзи и главенства в клане Токугава в пользу своего приёмного сына Токугава Иэсато. В 1868 году Токугава Иэсато был понижен в статусе до обычного даймё. Для него был создан Сидзуока-хан, в который вошли земли княжеств Сумпу, Танака и Одзима, а также дополнительные земли в провинциях Тотоми и Суруга с общим доходом 700 000 коку. Новый домен занимал две трети современной префектуры Сидзуока и полуостров Тиба в префектуре Айти.
В процессе создания княжества Сидзуока все даймё из провинций Суруга и Тотоми были выселены из своих владений. Среди них был Нисио Тадаацу (1850—1910), последний (8-й) даймё Ёкосука-хана в провинции Тотоми (1861—1868). Во время Войны Босин (1868—1869) Нисио Тадаацу доказал свою лояльность по отношению к новому императорскому правительству Мэйдзи и участвовал в борьбе против сторонников сёгуната Токугава, ему было разрешено сохранить свои владения (35 000 коку), но он был переведен во вновь созданный Ханабуса-хан в провинции Ава. В 1869 году после отмены титула даймё Нисио Тадаацу был назначен губернатором своего княжества.
В 1871 году после административно-политической реформы Ханабуса-хан был ликвидирован. На территории бывшего княжества первоначально была создана префектура Ханабуса, которая в конце того же года стала частью соседней префектуры Кисарадзу, а позднее стала частью современной префектуры Тиба.

## Список даймё
- Род Нисио (фудай) 1867—1871

| # | Имя и годы жизни                         | Правление | Титул       | Ранг   | Кокудара    |
| - | ---------------------------------------- | --------- | ----------- | ------ | ----------- |
| 1 | Нисио Тадаацу (1850-1910) (яп. 西尾忠篤) | 1868-1871 | Оки-но-ками | Виконт | 35,000 коку |